# St. Ann & the Holy Trinity Church
St. Ann & the Holy Trinity Church je episkopální kostel ležící na rohu ulic Montague a Clinton v newyorské čtvrti Brooklyn Heights. Architektem budovy byl Minard Lafever, přičemž autory vitráží byli William Jay Bolton a John Bolton. Výstavba kostela byla dokončena v roce 1847 a původně se jmenoval Church of the Holy Trinity (Kostel Nejsvětější Trojice). Po letech kontroverze byl v roce 1957 uzavřen a následujících dvanáct let byl téměř prázdný. Roku 1969 se sem přestěhovala episkopální farnost svaté Anny a jeho název se změnil na St. Ann & the Holy Trinity Church. Kostel byl v roce 1987 prohlášen národní historickou památkou.